# Ngoy
Ngoy (tiếng Lào: ເມືອງງອຍ) là một muang (mường, huyện) thuộc tỉnh Luangprabang ở thượng Lào .